# 西福寺 (奈良市)
西福寺（さいふくじ）は、奈良県奈良市奈良阪町にある浄土宗の仏教寺院。山号は迎接山。

## 歴史
寺伝によれば貞観年間（859年 - 876年）に円仁が創建したというが、詳細は不明である。
古くは天台宗に属したようであるが、後に浄土宗となった。
慶長9年（1604年）に弁誉明雄が中興した。

### 善城寺・薬師堂
『平城坊目考』『大和名所図会』などでは奈良坂村(現奈良阪町)内に、西福寺に加え善城寺、薬師堂の、合わせて3寺があったことが残されている。
善城寺は西福寺西方数百メートルの場所に跡地とされる場所が伝わるが、『大和名所図会』によると善城寺には阿弥陀如来、釈迦如来、薬師如来が本尊として安置されていたと伝わっており、今日西福寺に安置されている諸仏は善城寺にあったものとされる。
また今日の西福寺の薬師堂も、かつてあった薬師堂の名残との見方もある。

## 文化財
重要文化財
- 木造阿弥陀如来立像 - 本尊。木造漆箔の来迎像で平安時代後期に造られた。
- 木造釈迦如来坐像
- 木造薬師如来坐像
- 木造阿弥陀如来坐像
- 木造不動明王立像・毘沙門天立像

以上の各像はいずれも平安時代後期の作。
本尊以外の５体は収蔵庫に安置されている。

## 境内

### 堂宇
- 本堂
- 薬師堂 - 薬師如来を安置している[1]。
- 地蔵堂 - 地蔵菩薩を安置している[1]。
- 鐘楼 - 梵鐘は1945年(昭和20年)の鋳造[1]。

### 名号石碑
- 南無阿彌陀佛の名号石碑 - 山門外南側にある。元禄15壬午年(1702年)の銘あり[1]。
- 梵字の名号石碑 - 南無阿彌陀佛名号石碑の西隣にある。
- 念仏講奉納の名号石碑 - 慶長14年(1609年)2月奉納[1]。

### その他
- 灯篭 - 文政11戊子年(1828年)の銘あり[1]。
- 地蔵菩薩石像 - 文禄16年(1602年)の銘あり[1]。

## アクセス
- JR奈良駅または近鉄奈良駅から奈良交通バス乗車、奈良阪バス停下車。

## ギャラリー
- 本堂
- 山門外の名号石碑